# Timothy Duggan

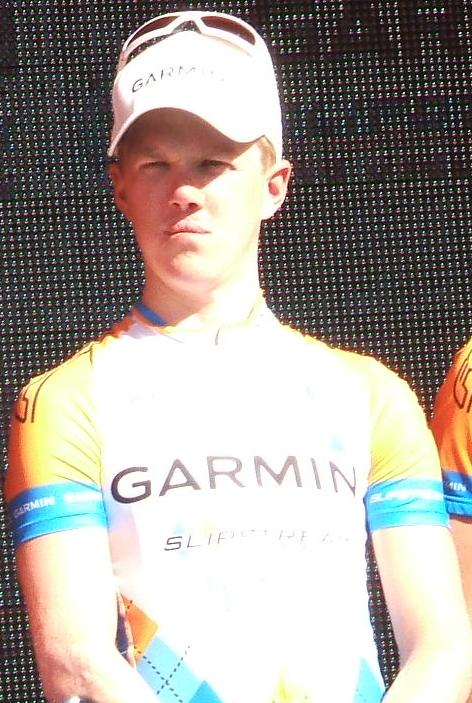
Timothy Duggan bei der Tour Down Under 2009

Timothy Duggan (* 14. November 1982 in Boulder) ist ein ehemaliger US-amerikanischer Radrennfahrer.
Timothy Duggan begann seine Karriere 2005 bei dem US-amerikanischen Continental Team TIAA-CREF. In seinem ersten Jahr dort gewann er eine Etappe bei der Tour of Puerto Rico. In der Saison 2007 wurde Duggan Dritter bei der nationalen Meisterschaft im Zeitfahren und er belegte den vierten Platz beim Univest Grand Prix. Seit 2007 fährt die Mannschaft unter dem Namen Slipstream-Chipotle mit einer Lizenz als Professional Continental Team. 2011 wechselte er zum Team Liquigas-Cannondale. Seinen bisher größten Erfolg sicherte er sich mit dem Sieg bei der US-amerikanischen Straßen-Meisterschaft 2012, bei der er sich in Greenville (South Carolina) als Solist durchsetzen konnte.
Ende der Saison 2013 beendete er seine Karriere.

## Erfolge
2005
- eine Etappe Tour of Puerto Rico

2012
- US-amerikanischer Meister – Straßenrennen

## Teams
- 2005 TIAA-CREF
- 2006 TIAA-CREF
- 2007 Slipstream-Chipotle
- 2008 Slipstream-Chipotle / Garmin-Chipotle
- 2009 Garmin-Slipstream
- 2010 Garmin-Transitions
- 2011 Liquigas-Cannondale
- 2012 Liquigas-Cannondale
- 2013 Team Saxo-Tinkoff